# Полоз леопардовий
Полоз леопардовий (Zamenis situla) — вид змій родини полозових (Colubridae). Один із 6 видів роду Zamenis, один із 2-х видів роду у фауні України. Монотипний вид. Поширений у Південній Європі, Малій Азії, Азербайджані та Україні. Раритетний вид, занесений до Червоної книги України та ряду інших природоохоронних документів.

## Опис
Струнка змія середнього розміру, завдовжки до 1,1 м (в Європі), в Україні зазвичай не перевищує 90 см. Довжина тіла (L. — довжина тіла від кінчика морди до клоаки) може сягати 82 см. Хвіст середньої довжини: співвідношення  L./L.cd. складає 3,2—5,6. Голова чітко відмежована від шиї. Зіниця ока кругла. Ніздря розташована між двома носовими щитками. Верхньощелепні зуби більш-менш однакового розміру і розташовані безперервним рядом.

### Лускатий покрив
Тіло вкрите гладенькою лускою. На лусках по дві апікальні ямки. Навколо середини тулуба (Sq.) 27 лусок, рідко 23, 25 або 28. Черевні щитки не утворюють на боках черева чітких ребер, або вони ледь помітні й заокруглені. Черевних щитків (Ventr.) налічується 215—260, підхвостових (Scd.) — 54—92 пари. Анальний щиток розділений (А. 1/1).
Голова вкрита парними і непарними щитками. Ширина міжщелепного щитка значно більша за його висоту,  не зважаючи на те, що він кутом вдається між міжносовими, зверху його добре видно. Довжина виличного щитка значно більша, ніж його висота. Один великий передочний щиток, два заочних, підочний щиток відсутній. Верхньогубних щитків 8, дуже рідко 7 або 9; з них 4-й і 5-й торкаються ока. Скроневих щитків (Temp.) 2+2, рідко 1+3 або 1+2; щитки першого ряду не більше ніж у 2 рази довші від щитків другого ряду.

### Забарвлення

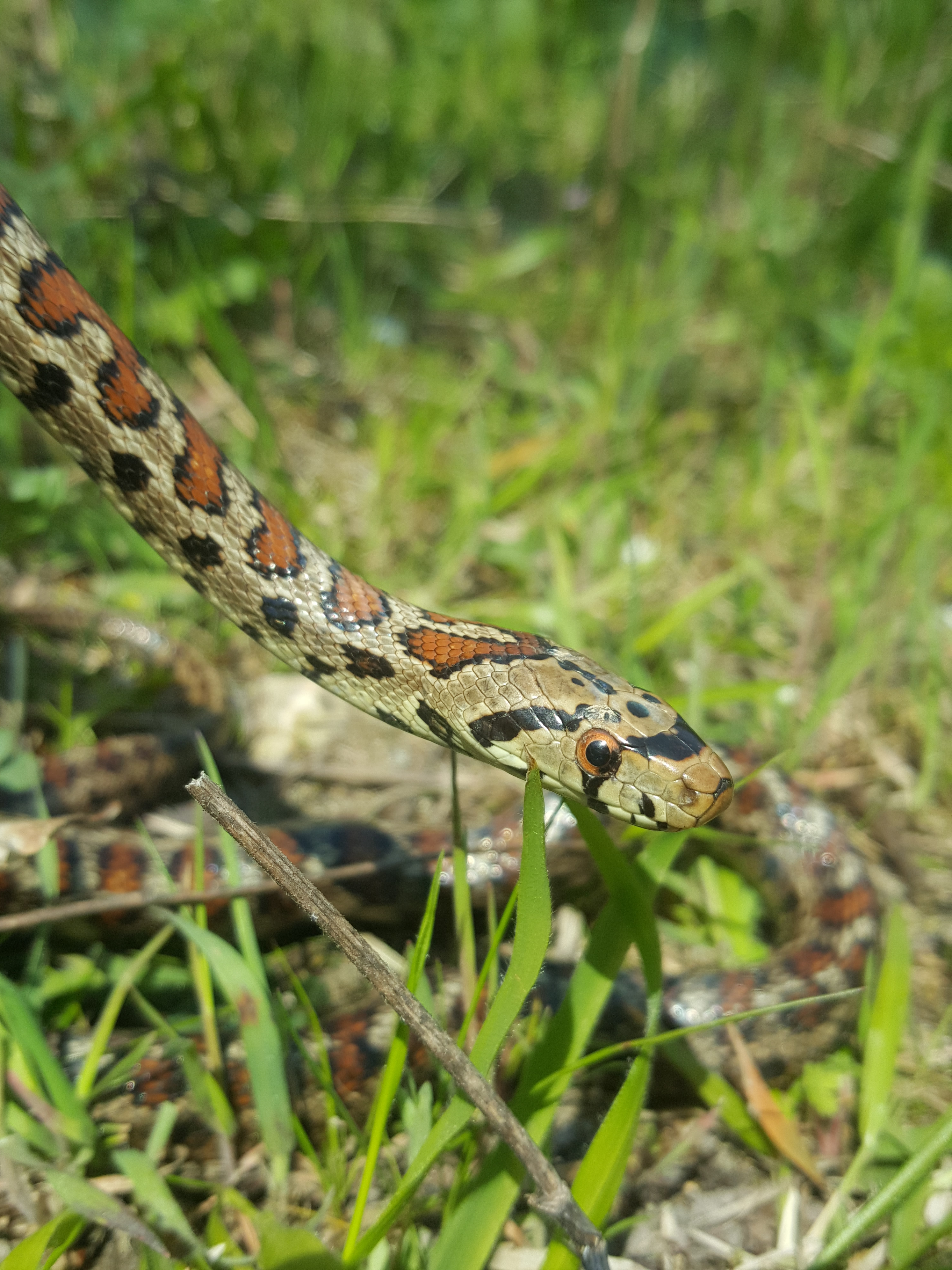

Забарвлення спинної сторони тіла сіруватого, світло-бурого або коричнюватого кольору. Уздовж хребта проходить жовтувата або сірувата смуга, з обох боків тягнуться вузькі облямовані чорним темно-бурі смуги. Останні дугоподібно сполучені на потилиці, і від них наперед по межі між тім'яними щитками до лобного щитка відходить смужка. Таким чином утворюється візерунок, схожий на камертон. Між передніми краями очей впоперек морди розташована опуклістю наперед півмісяцева смужка. З кожного боку голови від середини шва між лобним і надочним щитками донизу простягається також чорна смужка, що доходить до кута рота з відгалуженням до ока. Під оком розташована чорна пляма.
Поширена також кольорова варіація leopardina з розташованими вздовж спини витягненими впоперек темно-бурими, яскраво-коричневими або каштановими плямами, облямованими чорним. Між обома типами забарвлення існують всі можливі переходи. 
Черево чорне, чорно-буре або світле з темними розмитими плямами.

## Поширення

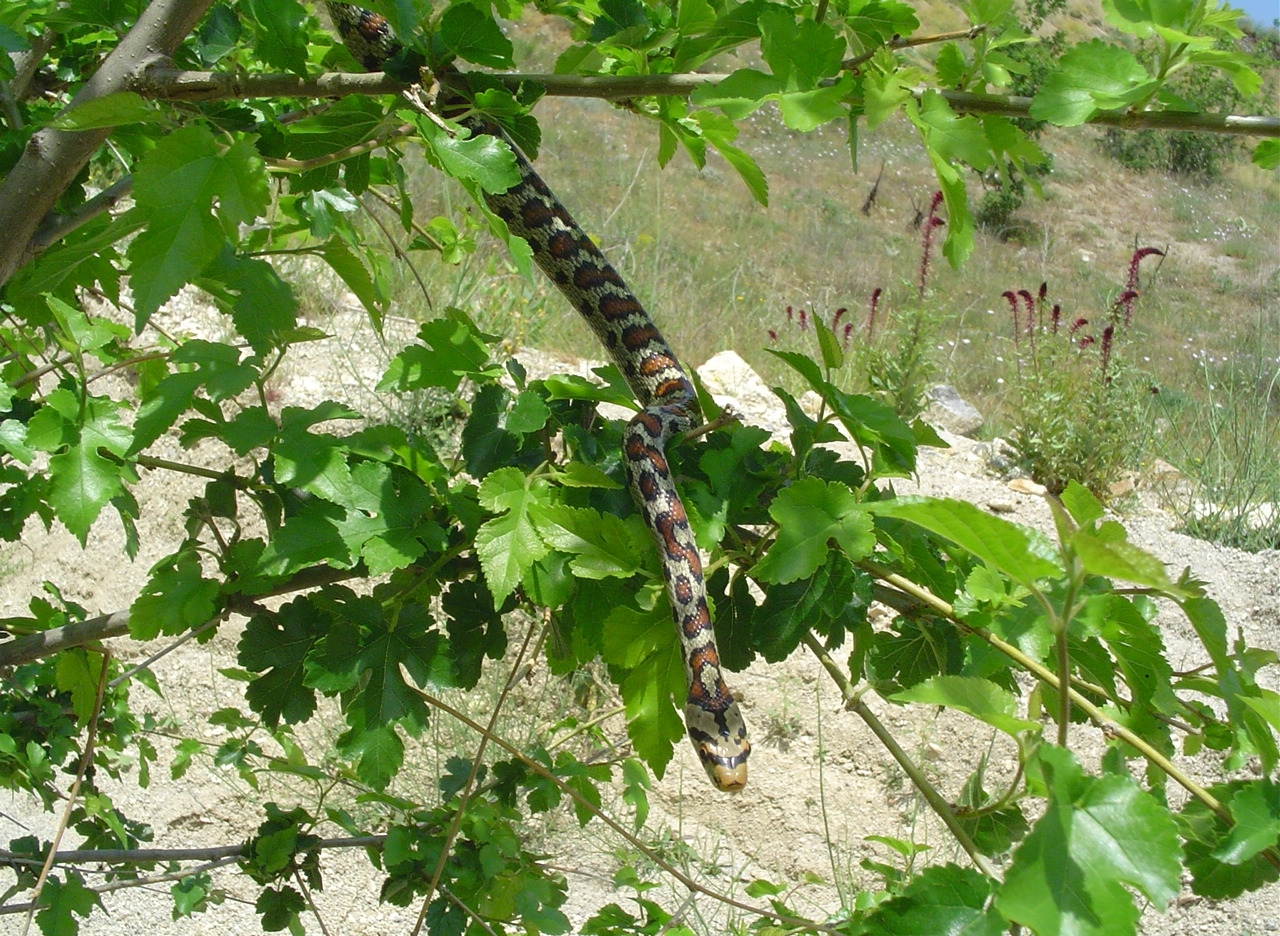
Полоз леопардовий у Болгарії

Ареал охоплює південь Апеннінського півострова, Балканський півострів, Малу Азію. В Україні поширений на півдні Кримського півострова (від Севастополя до масиву Кара-Даг). 

## Місця проживання
У Криму населяє кам'янисті схили, зарослі грабом східним та дубом пухнастим, переважно на висоті до 300 м над рівнем моря (зареєстрована знахідка на висоті 600 м), сухі яри із заростями шипшини, глоду, березкових. Як сховища використовує пустоти під камінням, щілини в скелях, куртини чагарників та нори гризунів.

## Чисельність
У Криму дуже рідкісний. Зустрічаються (і то не щороку) лише на заповідних ділянках. До кінця 40-х років 20 сторіччя полоз леопардовий був ще звичайним, з кінця 50-х років знахідки відмічалися щороку, а з 70-х років — раз на кілька років.
Основними причинами зниження чисельності є зникнення типових біотопів у результаті будівництва, розорювання земель під сади та виноградники, безпосереднє знищення людиною, відлов для утримання у неволі любителями, низька плодючість, мала рухливість, депресія чисельності мишоподібних гризунів.

## Особливості біології
Біологія виду маловивчена. Після зимівлі з'являється в другій половині квітня, восени уходить — не раніше середини листопада. Теплої пори року веде нічний спосіб життя.  
Шлюбний період відбувається в травні. Самиця в червні — липні відкладає 2—5 яєць. Статева зрілість настає на 2-му році життя.
Харчується дрібними ссавцями (гризунами, землерийки), птахами та їх яйцями, а також ящірками.

## Охорона
На більшій частині ареалу стан природних популяцій виду залишається більш-менш стабільним. Саме тому він, згідно Червоного списку МСОП, отримав охоронний статус «відносно благополучний вид». Але в окремих регіонах спостерігається тенденція до зниження чисельності популяції виду. Так, полоз леопардовий занесений до Червоної книги України (охоронна категорія: зникаючий вид). В Європі він охороняється Бернською конвенцією і занесений до Додатку ІІ (охоронна категорія: вид підлягає особливій охороні) і Резолюції 6 цієї конвенції.
Окремі популяції виду в Україні охороняються в Ялтинському гірсько-лісовому і Карадазькому заповідниках, а також у заповіднику«Мис Мартьян». Для відновлення чисельності виду доцільно створити розплідник для заселення на заповідних територіях Криму.

## Практичне значення
Полоза леопардвого як красиву і досить невибагливу змію відловлюють для утримання в неволі й відповідно перепродажу тераріумістам, що часто призводить до значного скорочення чисельності виду в місцях його компактного проживання.